# Еррійон Найтон
Еррійон Найтон (29 січня 2004 , Тампа, Флорида ) — американський легкоатлет, який спеціалізується в бігу на короткі дистанції.

## Основні міжнародні виступи
| Рік             | Змагання                     | Місце проведення | Місце           | Дисципліна        | Результат       | Примітки        |
| Представник США | Представник США              | Представник США  | Представник США | Представник США   | Представник США | Представник США |
| --------------- | ---------------------------- | ---------------- | --------------- | ----------------- | --------------- | --------------- |
| 2021            | Олімпійські випробування США | Юджин, США       | 3               | біг на 200 метрів | 19.84           |                 |
| 2021            | Олімпійські ігри             | Токіо, Японія    | 4               | біг на 200 метрів | 19.93           |                 |
| 2022            | Чемпіонат світу              | Юджин, США       | 3               | біг на 200 метрів | 19.80           |                 |

## Визнання
- Зірка, яка сходить, у світі (2022)[3]